# Ommatius hispaniolae
Ommatius hispaniolae är en tvåvingeart som beskrevs av Scarbrough 1984. Ommatius hispaniolae ingår i släktet Ommatius och familjen rovflugor. Inga underarter finns listade i Catalogue of Life.